# Van der Hoeven (Dorsten)

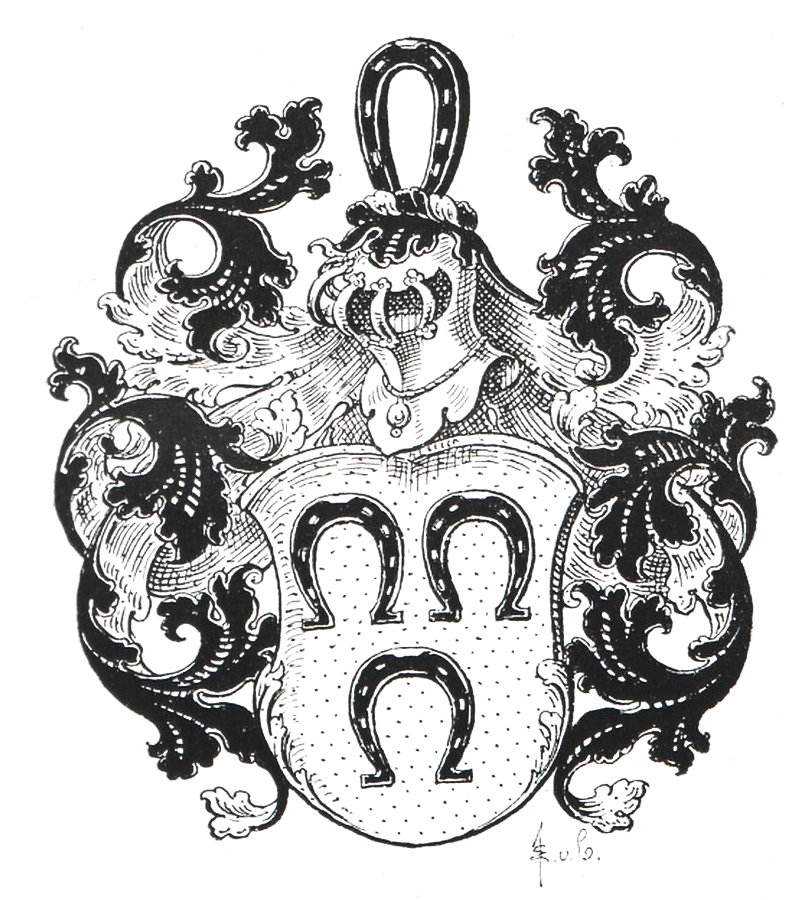
Familiewapen Van der Hoeven (tekening van J.E. van Leeuwen)

Van der Hoeven (ook: Pruijs van der Hoeven, des Amoríe van der Hoeven en Templeman van der Hoeven) is een Nederlands patriciërsgeslacht. 

## Geschiedenis
De stamreeks begint met Jan Jansz. van der Hoeven, uit het Duitse Dorsten, die zich begin 17e eeuw in Rotterdam vestigde. Hij en zijn gelijknamige zoon waren kuiper in de brouweríj 'de Roode Leeuw'.
Het geslacht werd in 1926 opgenomen in het Nederland's Patriciaat.

## Familiewapen
Het familiewapen toont in goud drie zwarte hoefijzers. De dekkleeden zijn goud en zwart. Het helmteken kent drie varianten: een zwart hoefijzer, een zwart hoefijzer tussen een zwarte vlucht en een zwart hoefijzer tussen een zilveren vlucht. 

## Enkele telgen
- Jan Jans van der Hoeven
  - Jan Jans van der Hoeven jr.
    - Dirk van der Hoeven (1649-1714), koopman in Dordrecht en Rotterdam, brouwer in 'de Vos' in Rotterdam
      - Jean van der Hoeven (1681-1745), schepen van Cool, secr. der vredemakerskamer 1731-45, en van Commissarissen van Kleine Zaken te Rotterdam
        - Mr. Theodore oan der Hoeven (1713), commies op de finantiën van Holland en opziener van het zegel

      - Mr. François van der Hoeven, heer van Tienhoven (1685-1765), advocaat voor den Hove van Holland, dir. Mij. van Assurantie, Disconteering en Beleening 1750-65, kassier van de Wisselbank
        - Dirk Jan van der Hoeven, heer van Tienhoven (1724-1799), koopman, bankier, comm. van het Waterrecht 1752, 53, erf-waterheemraad van den Overwaard, agent van de Marine
        - Maria van der Hoeven (1730-1798); trouwde met Jan van Vollenhoven (1723-1770), uit het geslacht Van Vollenhoven, koopman en touwslager in Rotterdam. Weduwnaar van Francina van der Wallen.
        - Cornelis van der Hoeven (1736-1799), koopman en commissaris van het waterrecht in Rotterdam, dir. Mij. van Assurantie, Disconteering en Beleening; trouwde met Johanna des Amorie (1738-1813)
          - Abraham van der Hoeven (1763-1803), koopman en commissaris van het waterrecht in Rotterdam; trouwde met Maria van der Wallen van Vollenhoven (1773-1840), dochter van Jan van Vollenhoven (1723-1770) en Francina van der Wallen. Zij hertroude in 1810 met dr. Martinus Pruys (1752-1830).
            - Prof. Dr. Cornelis Pruijs van der Hoeven (1792-1871) Tak Pruijs van der Hoeven
              - Abraham Pruijs van der Hoeven (1829-1907), gouverneur van Atjeh
              - Gertrude Emelie Clemence Pruijs van der Hoeven (1839-1921), kunstschilder

            - Prof. Dr. Abraham des Amorie van der Hoeven (1798-1855), predikant en hoogleraar aan het Remonstrants Seminarium te Amsterdam. Tak Des Amorie van der Hoeven
              - Dr. Abraham des Amorie van der Hoeven jr. (1821-1848), predikant en redenaar
              - Prof. Dr. Martinus des Amorie van der Hoeven (1824-1869), jurist, advocaat, professor in Romeins en hedendaags recht te Amsterdam.
              - Herman Agatho des Amorie van der Hoeven (1829-1897), lid Tweede Kamer der Staten-Generaal, lid Raad van State

            - Jan van der Hoeven (1801-1868), hoogleraar in de zoölogie, mineralogie en geologie te Leiden; trouwde met Anna van Stolk
              - Jan van der Hoeven (1834-1900), geneesheer, medeoprichter Sophia Kinderziekenhuis, lid hoofdbestuur  Het Nederlandse Rode Kruis; trouwde in 1862 met Anna Joanna van Stolk, telg uit het geslacht Van Stolk, dochter van Abraham van Stolk Corneliszoon en Sara van der Hoop.
                - Jan van der Hoeven (1863-1941), geneesheer (chirurg) in Rotterdam en Zutphen, lid gemeenteraad Gorssel, wethouder Gorssel, lid Provinciale Staten van Gelderland namens de Liberale Staatspartij; trouwde Joanna Maria Cornelia Mees, telg uit het geslacht Mees, dochter van Marten Mees en Anna Hendrina van Teutem.
                - Mr. Abraham van der Hoeven (1866-1954), lid Eerste Kamer der Staten-Generaal namens de Christelijk-Historische Unie (1914-1937), wethouder Rotterdam; trouwde met Johanna Charlotte Tabingh Suermondt.

  - Jacob van der Hoeven (ovl. 1684), vlaskoper in Rotterdam
    - Bastiaan van der Hoeven (1646-1682)
      - Pieter van der Hoeven (1674)
        - Bastiaan van der Hoeven (1711), koopman in Rotterdam
          - Pieter van der Hoeven (1736-1809), vlaskoper in Rotterdam; trouwde met Sally Templeman (1743-1820)
            - Thomas Bastiaan van der Hoeven (1776-1859) Tak Templeman van der Hoeven
              - Cornelia Templeman van der Hoeven (1809-1832); trouwde met dr. Jacobus Lodovicus Conradus Schroeder van der Kolk (1797-1862), geneesheer, hoogleraar
              - Dr. Thomas Templeman van der Hoeven (1818-1860), med. doctor in de Verenigde Staten van Amerika.
              - Dr. Pieter Templeman van der Hoeven (1835-1917), geneesheer in Den Haag en Utrecht
              - Catharina Margaretha Templeman van der Hoeven (1839-1895); trouwde met dr. Willem Pleyte (1836-1903), egyptoloog, conservator (1869) en directeur (1891) van het Museum van Oudheden te Leiden

## Portretten

Cornelis Pruijs van der Hoeven (1792-1871), geschilderd door Clémence Pruijs van der Hoeven
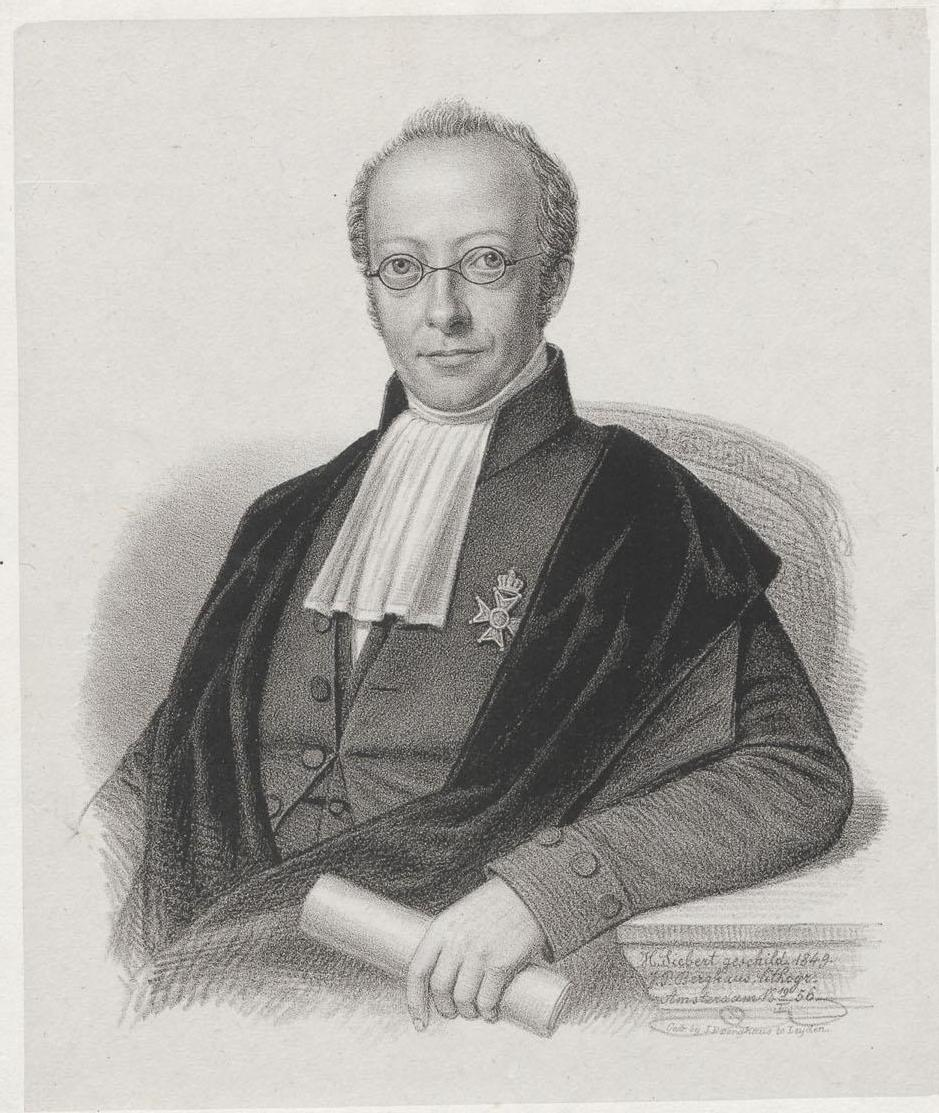
Abraham des Amorie van der Hoeven (1798-1855)
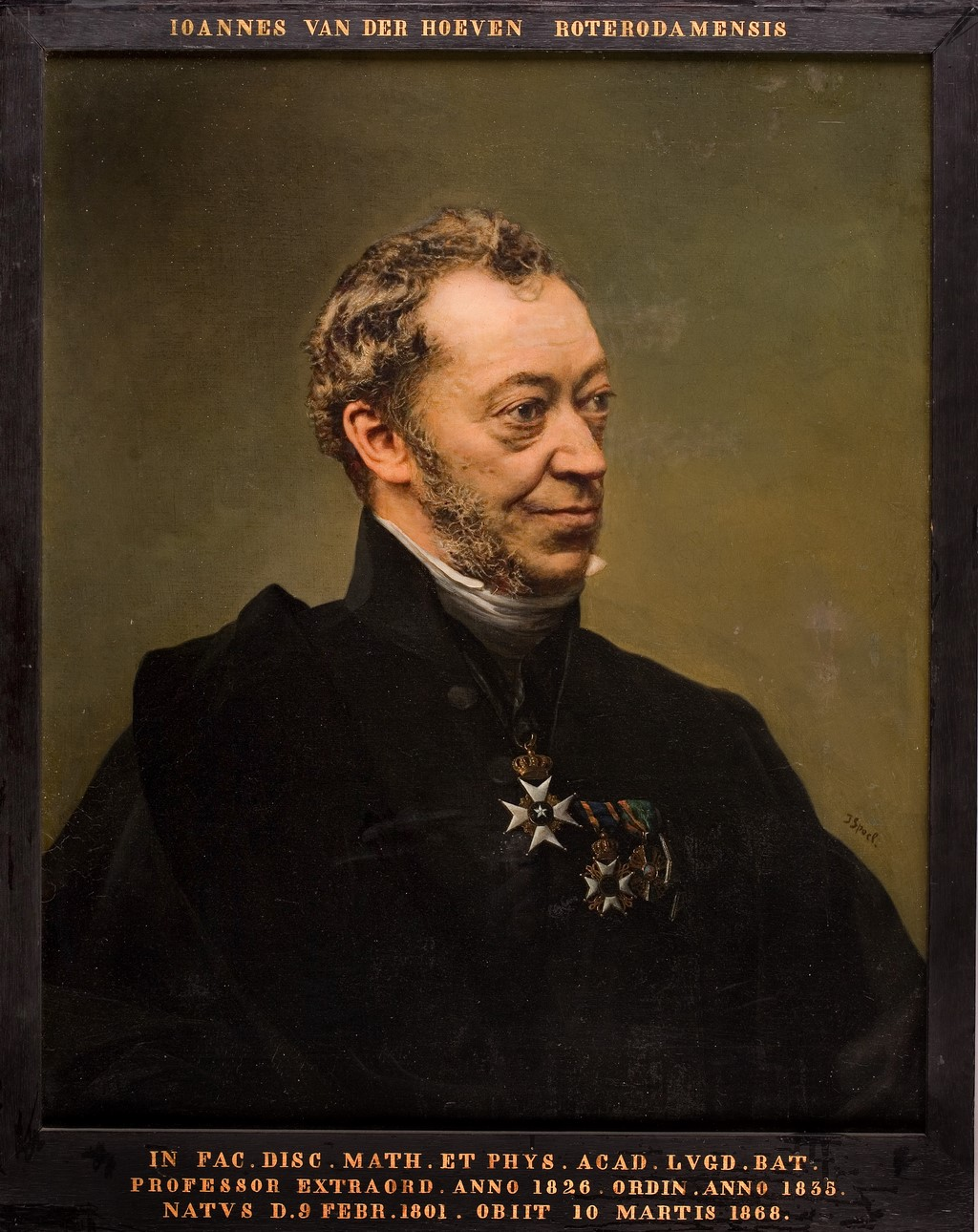
Jan van der Hoeven (1801-1868)
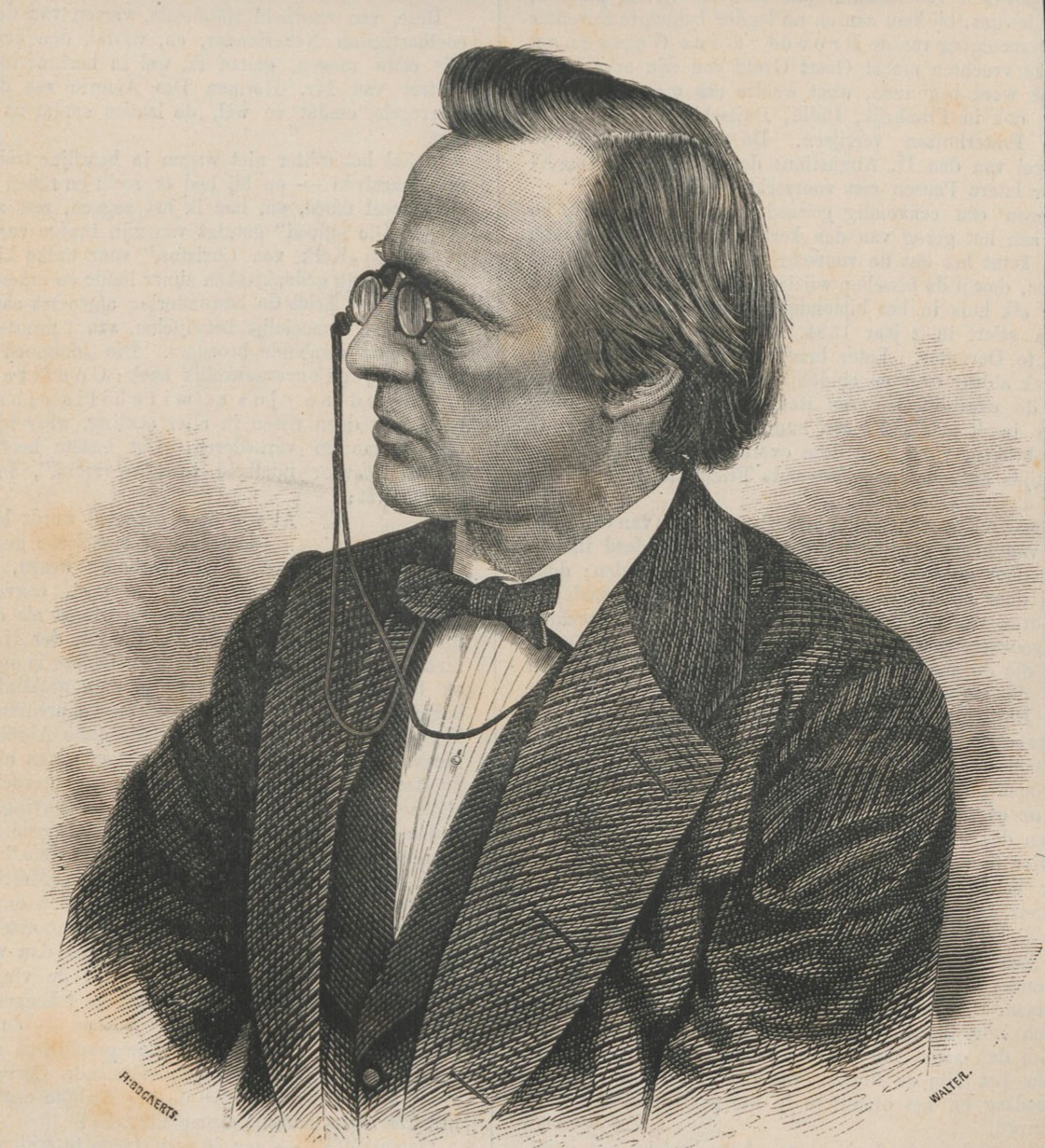
Herman Agatho des Amorie van der Hoeven (1829-1897)

Geslachten die opgenomen zijn in het sinds 1910 verschijnende genealogische naslagwerk Nederland's Patriciaat. Lijst volgens opgave van het CBG Centrum voor familiegeschiedenis.
A · B · C · D · E · F · G · H · I · J · K · L · M · N · O · P · Q · R · S · T · U · V · W · Y · Z